# Jotamont
Jotamont (eigentlich Jorge Fernandes Monteiro; * 1. Oktober 1913 auf See im Atlantischen Ozean; † 21. November 1998) war ein bedeutsamer kap-verdischer Musiker (Trompete) und Komponist.
Er wurde auf einem Schiff im Nordatlantik geboren, als seine Eltern in die USA übersiedelten. besuchte das Liceu Gil Eanes in Mindelo und absolvierte das Konservatorium in Lissabon (heute Teil der Escola Superior de Teatro e Cinema).
Jotamont ist Autor von Büchern über die Musik der Kapverdischen Inseln. Zudem komponierte er eine Reihe von Mornas, ein Musik- und Tanzgenre der Kapverden.

## Bücher
- Música Caboverdeana - Mornas para Piano, 1987.
- Mornas e contra-tempos - Coladeras de Cabo Verde; recôlhas de Jótamont, 1987.
- Músicas de Cabo Verde - Mornas de Eugénio Tavares; transcritas por Jótamont, 1987.
- Música Caboverdeana - Mornas de Francisco Xavier da Cruz, 1987.